# The Capitol Albums, Volume 1
| Recensione                    | Giudizio     |
| ----------------------------- | ------------ |
| AllMusic                      | [ 1 ]        |
| Blender                       | [ 2 ]        |
| Robert Christgau              | [ 3 ]        |
| Encyclopedia of Popular Music | [ 4 ]        |
| Pitchfork Media               | 6.0/10       |
| PopMatters                    | (favorevole) |
| Uncut                         | [ 7 ]        |

The Capitol Albums, Volume 1 è un cofanetto di quattro dischi in CD del gruppo musicale britannico The Beatles, messo in commercio nel 2004. Il box set comprende le edizioni americane (differenti per numero di brani, copertine e titoli rispetto alle loro controparti inglesi) degli album dei Beatles pubblicati negli Stati Uniti nel 1964 dall'etichetta Capitol Records.
Prima di questa pubblicazione, gli album "americani" dei Beatles non erano mai stati ristampati in formato compact disc. Il cofanetto non comprende l'album documentaristico The Beatles' Story, composto per la maggior parte da interviste ai Beatles, pubblicato all'epoca dalla Capitol Records negli Stati Uniti. Il disco in questione venne stampato in CD solo nel 2014.
Il cofanetto debuttò nella classifica Billboard 200 il 4 dicembre 2004 alla posizione numero 35 con vendite di 37 303 copie. Il box restò 6 settimane in classifica. Il 17 dicembre 2004, il cofanetto è stato certificato disco d'oro e disco di platino dalla RIAA.

## Dischi contenuti nel cofanetto
| Disco | Titolo                    | Numero di catalogo   |
| ----- | ------------------------- | -------------------- |
| 1     | Meet the Beatles!         | CDP 7243 8 66875 2 4 |
| 2     | The Beatles' Second Album | CDP 7243 8 66877 2 2 |
| 3     | Something New             | CDP 7243 8 66876 2 3 |
| 4     | Beatles '65               | CDP 7243 8 66874 2 5 |

- Ogni CD contiene sia la versione stereo che la versione mono dell'album.

## CD promozionale
Nelle settimane precedenti la pubblicazione del cofanetto, venne immesso sul mercato un CD promozionale intitolato Sampler. L'EP includeva otto tracce, presentate sia in versione mono che stereo.
Tutti i brani sono opera di John Lennon & Paul McCartney, eccetto dove indicato.
1. All My Loving
2. I Wanna Be Your Man
3. I Call Your Name
4. Roll Over Beethoven (Chuck Berry)
5. Things We Said Today
6. If I Fell
7. She's a Woman
8. I'm a Loser